# Байрактар (прізвище)
Байрактар (тур. Bayraktar) — це турецьке прізвище, що походить від перського слова «بیرقدار(/beɪræqdɑːr/)», що буквально означає прапороносець. Відомі люди з прізвищем або прізвиськом включають:

### Байрактар
- Алемдар Мустафа-паша (помер у 1808 р.), також відомий як Байрактар Мустафа-паша, османський великий візир
- Ердоган Байрактар (1948 р.н.), турецький політик і колишній міністр уряду
- Гюльшен Байрактар (нар. 1976), турецька поп-співачка
- Хакан Байрактар (нар. 1976), турецький футболіст
- Самі Байрактар (1978 р.н.), турецько-бельгійський футзаліст
- Селім Байрактар (нар. 1975), турецький актор
- Уфухан Байрактар (1986 р.н.), турецький футболіст
- Улуч Байрактар (нар. 1974), турецький кінорежисер
- Сельчук Байрактар (тур. Selçuk Bayraktar; нар. 7 жовтня 1979) — турецький інженер, підприємець
- Сюмейє Ердоган Байрактар - донька Реджепа Ердогана та жінка Сельчука Байрактара
- Халюк Байрактар (тур. Haluk Bayraktar; нар. 1978 р.) — турецький бізнесмен та меценат

### Байрактарі
- Мухаррем Байрактарі (1896—1989), албанський мусульманський партизан і політичний діяч